# Wilayat Sinai
Wilayat Sinai (arabisch ولاية سيناء, DMG Wilāyat Sīnāʾ ‚Sinai-Wilaya‘), bis November 2014 Ansar Bait al-Maqdis (arabisch أنصار بيت المقدس, DMG Anṣār Bait al-Maqdis, Unterstützer des Jerusalemer Tempels), ist eine von der Sinai-Halbinsel aus operierende aktive islamistische terroristische Vereinigung, die wohl im Februar 2011 gegründet wurde. Zur Vereinigung gehören etwa Tausend Kämpfer, zu denen Sinai-Beduinen, Ägypter und Ausländer zählen. Anfänglich richteten sich die Anschläge der Organisation hauptsächlich gegen Einrichtungen in Israel und gegen die Erdgasleitung aus Ägypten nach Israel. Nach der Absetzung des ehemaligen Präsidenten Mohammed Mursi am 3. Juli 2013 verlagerten sich die Aktivitäten vom Sinai ins Niltal, und die Anschläge richteten sich nun vorwiegend gegen Einrichtungen von Polizei, Geheimdienst und Militär. Die Organisation ist in der Lage, die nationale Sicherheit Ägyptens zu gefährden.
Am 14. November 2014 hat sich Ansar Bait al-Maqdis offiziell der Terrororganisation Islamischer Staat (IS) angeschlossen, und deren Mitglieder schworen dem IS-Anführer Abu Bakr al-Baghdadi die Treue. Seitdem nennt sich die Organisation Wilayat Sinai.

## Ideologie und Motivation
Wilayat Sinai ist eine salafistische (sunnitische) dschihadistische Organisation. Eine Beziehung zum al-Qaida-Netzwerk ist nicht belegt, auch wenn sich Ideologie und Motivation stark ähneln.
Das Außenministerium der Vereinigten Staaten hat die Organisation am 9. April 2014 als Terrororganisation eingestuft. Eine gleichartige Einstufung hat das Gericht für dringliche Angelegenheiten in Kairo am 14. April 2014 getroffen.
In einer am 9. November 2014 verbreiteten Audiobotschaft erklärte ein Sprecher der Gruppe, sie habe sich dazu entschieden, sich der Terrororganisation Islamischer Staat (IS) anzuschließen und deren Anführer Abu Bakr al-Baghdadi die Treue geschworen. Eine ähnliche Pressemitteilung vom 4. November 2014 wurde noch am selben Tag von Ansar Bait al-Maqdis dementiert. Der offizielle Anschluss wurde am 14. November 2014 verkündet.
Bereits im Oktober 2014 erklärte eine andere Terrororganisation, die „Soldaten des Kalifats im Land Ägypten“, ein Kalifat auf der Sinai-Halbinsel errichten zu wollen.

## Entstehung und Organisation
Der Kenntnisstand zur Entstehung und zum Aufbau der Organisation ist äußerst gering. Ansar Bait al-Maqdis wurde wohl im Februar 2011 von Ägyptern, u. a. Flüchtlingen aus ägyptischen Gefängnissen, Beduinen vom Sinai und Ausländern vorwiegend aus dem Gazastreifen gebildet und konnte das durch die Ereignisse der 25.-Januar-Revolution 2011 entstandene Sicherheitsvakuum für seine Gründung nutzen.
Ansar Bait al-Maqdis ist nicht die einzige salafistische Terrororganisation, die vom Sinai aus operiert. Zu den weiteren Organisationen zählen u. a. Dschaisch al-Umma („Armee der muslimischen Nation“, seit 2007) unter Führung von Abu Hafs al-Maqdisi, Dschund Allah („Armee Gottes“, etwa seit 2009) unter Führung von Abu 'Abd Allah as-Suri, Dschaldschala unter Führung von Mahmud Talib, Al-Tawhid wal-Dschihad (vor 2010) unter Führung von Hischam as-Saidani und Ansar al-Dschihad (seit 2011). All diese Organisation haben Kontakte zur Terrororganisation Hamas und sind neben den Anschlägen auch für den Warenschmuggel in den Gazastreifen verantwortlich. Ob Ansar Bait al-Maqdis eventuell aus einer dieser Organisationen hervorgegangen ist, ist unbekannt.
Der Name Ansar Bait al-Maqdis ist mindestens seit dem 26. Juli 2012 belegt.
Die Organisation wurde bis Dezember 2013 von Muhammad Hamdan Abu Fraig, auch Abu Suhaib genannt, geführt. Am 15. März 2014 teilte die Organisation mit, dass einer ihrer Gründer, Taufiq Muhammad Farig, auch Abi 'Abd Allah genannt, bei der vorzeitigen Detonation eines Sprengsatzes ums Leben gekommen ist. Er hatte u. a. den fehlgeschlagenen Anschlag auf den ägyptischen Innenminister Muhammad Ibrahim Mustafa geleitet.
Es ist bis jetzt völlig unbekannt, welche politische oder religiöse Institution hinter Ansar Bait al-Maqdis steht. Ägyptische Regierungsvertreter und Staatsmedien geben als Gründer die Muslimbruderschaft an. Der Begründer des Ägyptischen Islamischen Dschihad, Nabil Na'im (arabisch نبيل نعيم), behauptete in einem Interview mit der unabhängigen Tageszeitung Egypt Independent, dass Ansar Bait al-Maqdis von Chairat al-Schater, dem Vizepräsidenten der Muslimbruderschaft, in Abstimmung mit Muhammad az-Zawahiri, dem Bruder des Führers von al-Qaida, und der Hamas gegründet worden sei. Für diese Aussage gibt es keine Belege Dritter.

## Zugeschriebene Anschläge
- Mehrere Anschläge auf Erdgasleitungen nach Israel.[13]
- Anschlag auf israelische Truppen im September 2012.[17]
- Anschlag auf den ägyptischen Innenminister Muhammad Ibrahim Mustafa am 5. September 2013, der den Anschlag überlebt.[18][19]
- Anschlag auf das Gebäude des Militärgeheimdiensts in Ismailia am 21. Oktober 2013.[20][21]
- Ermordung des Sicherheitsoffiziers Muhammad Mabruk, der am Gerichtsverfahren gegen Muhammad Mursi beteiligt war, am 17. November 2013 in Nasr City.[22][23]
- Anschlag auf die Polizeizentrale in al-Mansura am 24. Dezember 2013. Bei dem Anschlag wurden 16 Personen getötet.[24]
- Bei einem Angriff auf einen Polizeikontrollposten in Bani Suwaif am 23. Januar 2014 wurden fünf Polizisten getötet.[25][26]
- Bei mehreren Bombenanschlägen in Kairo werden sechs Personen getötet und fast einhundert verletzt. Ansar Bait al-Maqdis hat sich zu dem schwersten Anschlag vor der Kairoer Polizei- und Geheimdienstzentrale bekannt, die Bekennerschaft für die weiteren Anschläge desselben Tages aber später zurückgezogen. Bei dem Anschlag wurden auch das Museum für Islamische Kunst und die Nationalbibliothek stark beschädigt.[27][28]
- Am 25. Januar 2014 wurde ein Hubschrauber des ägyptischen Militärs mit einer Boden-Luft-Abwehrrakete abgeschossen. Fünf Soldaten starben.[29][28][30]
- Die israelische Luftverteidigung hatte am 1. Februar 2014 einen Raketenangriff auf den Badeort Eilat abgewehrt, zu dem sich die Organisation bekannte.[31]
- Bei einem Selbstmordanschlag auf einen Touristenbus am 16. Februar 2014 starben vier Personen, darunter drei südkoreanische Touristen und der Busfahrer.[32] Dieser Anschlag, zu dem sich Ansar Bait al-Maqdis zwei Tage später bekannte, stellt eine neue Qualität dar, weil das Tätigkeitsfeld der Organisation auf den Wirtschaftskrieg ausgedehnt wurde.[33] Es ist auch unter westlichen Fachleuten noch umstritten, ob sich aus dem Anschlag ein neuer Trend entwickeln könnte.[34] Die Terrororganisation setzte aber den in Ägypten weilenden Touristen ein Ultimatum, das Land bis zum 20. Februar 2014 zu verlassen.[35]
- Am 4. Mai 2014 erklärte die Organisation ihre Verantwortung für zwei Selbstmordattentate bei at-Tur auf dem Sinai am 2. Mai 2014, bei denen drei Personen getötet und acht verletzt wurden.[36]
- Die Organisation erklärte ihre Verantwortung für den Raketen- und Mörsergranatenbeschuss eines Armeestützpunktes in al-Arisch vom 13. Juli 2014, bei denen acht Personen getötet und 25 Personen verletzt wurden.[37][38]
- Mitte August 2014 veröffentlichte Ansar Bait al-Maqdis ein Video, das die Enthauptung von vier wehrpflichtigen Polizisten auf dem Sinai zeigt.[39] Eine Woche später übernahm die Organisation ihre Verantwortung für diese Hinrichtung und erklärte, dass die getöteten Personen verantwortlich für die Zusammenarbeit mit dem israelischen Geheimdienst seien.[40]
- Es wird vermutet, dass das Bombenattentat vom 24. Oktober 2014 in Karam Al-Qawadees in Nordsinai, bei dem mindestens 23 Polizeioffiziere getötet wurden, ebenfalls von Ansar Bait al-Maqdis verübt wurde.[41]
- 29. Januar 2015: Bei mehreren Angriffen auf Einrichtungen des Militärs, dem Hauptquartier, Hotel und Club der Club des Bataillons 101 in al-Arisch, und eine Polizeistation werden etwa 45 Personen, darunter auch Zivilisten, getötet und 74 weitere verletzt. Die Organisation Staat Sinai bekannte sich umgehend zu den Anschlägen.[42][43][44]
- 1. März 2015: Bei einem Anschlag vor einem Polizeirevier in Assuan sterben mindestens 2 Personen, sechs Polizisten werden verletzt. Es war der erste Anschlag in Assuan seit dem Sturz von Mohammed Mursi im Juli 2013.[45][46] Zu dem Anschlag hat sich bisher noch niemand bekannt.
- Im Rahmen einer groß angelegten Anschlagsserie im Raum asch-Schaich Zuwaid wurden mehr als 15 Kontrollposten des Militärs mit schweren Waffen und von drei Selbstmordattentätern angegriffen. Nach Angaben des ägyptischen Fernsehens vom Abend des 1. Juli starben 100 Militante sowie 17 Soldaten.[47]
- Wilayat Sinai bezichtigte sich, am 31. Oktober 2015 den Kogalymavia-Flug 9268 über der Sinai-Halbinsel zum Absturz gebracht zu haben. Dabei kamen alle 224 Insassen ums Leben.[48][49]